# Christopher Bouwman
Christopher Bouwman (Den Haag, 22 februari 1981) is een Nederlands hoboïst. Hij musiceert als solist, in kamermuziek (onder andere het Schulhoff Trio) en als orkestlid. Hij bespeelt een Lorée-hobo; type Royal. 
Christopher Bouwman groeide op in Den Haag. Vanaf zijn 12e jaar studeerde hij aan het Koninklijk Conservatorium bij onder meer Han de Vries en Pauline Oostenrijk, en studeert daar in 2006 cum laude af. Tegelijkertijd studeerde hij aan het Conservatorium van Genève in Zwitserland bij de hoboïst Maurice Bourgue. In 2009 won hij de tweede prijs van het Fernand Gillet hoboconcours. Ook tijdens zijn studie viel hij in de prijzen. Hij kreeg bijvoorbeeld 1e prijzen in het Prinses Christina Concours en Stichting Jong Muziektalent Nederland. De EMCY reikte aan Bouwman de Europese Muziekprijs voor de Jeugd 2003 uit.
Als solist heeft hij met diverse orkesten gemusiceerd, waaronder het Zweeds Radio Symfonieorkest en het Bruckner Orchester Linz onder leiding van Dennis Russell Davies, en ook onder diverse dirigenten zoals Lorin Maazel en Zubin Mehta.
In 2006 treedt Bouwman toe als solo-hoboïst tot het dan opgerichte Orquestra de la Comunitat Valenciana, behorend bij het door Santiago Calatrava ontworpen operahuis Palau de les Arts Reina Sofía; de Opera van Valencia.
Met pianiste Cathelijne Noorland maakte hij een cd voor het Nationaal Instrumentenfonds.